# Tysklands krigsförklaring mot USA 1941

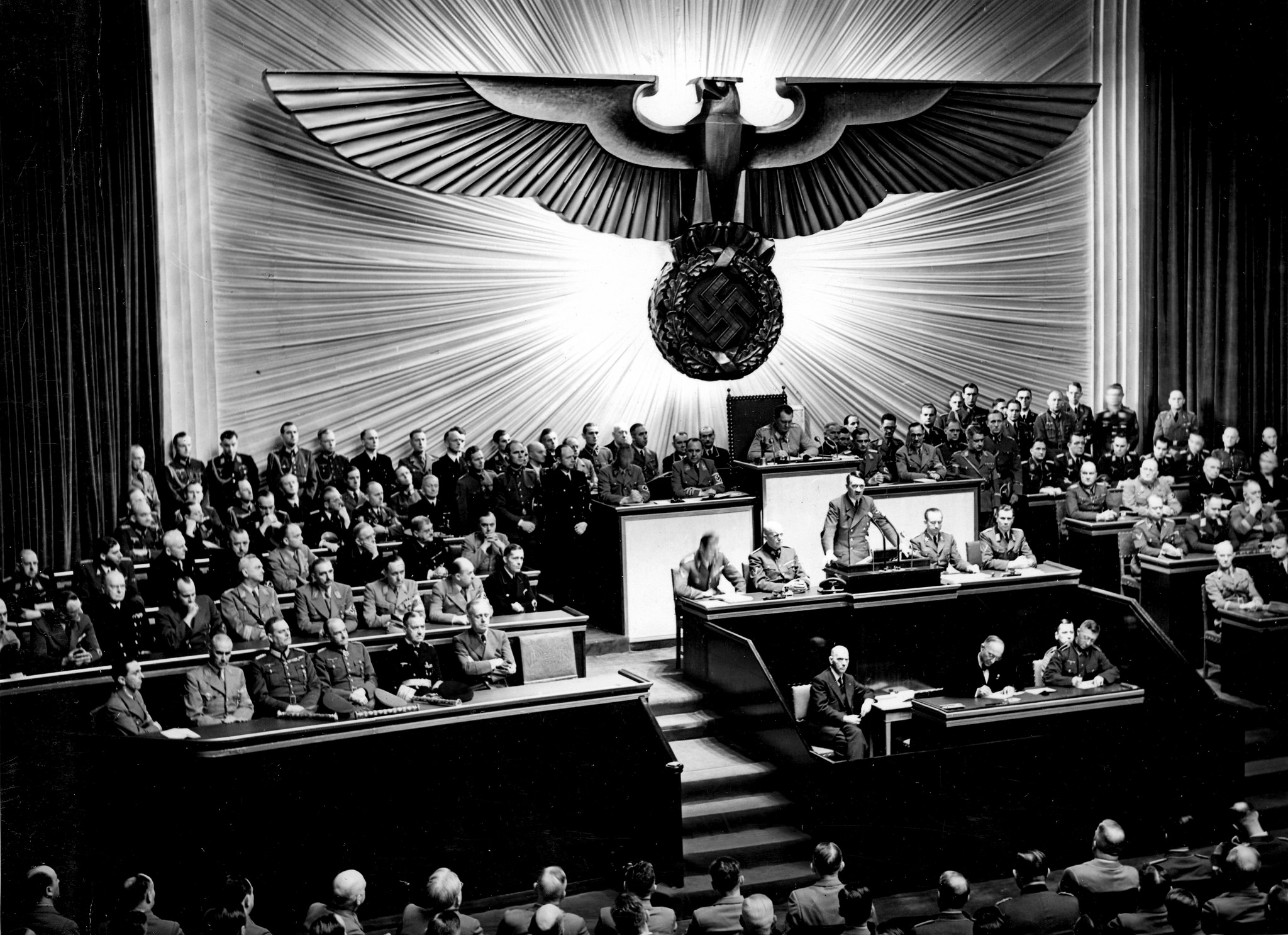
Adolf Hitler tillkännager Tysklands krigsförklaring mot USA.

Tysklands krigsförklaring mot USA 1941 avser det krigsförklaringstal Adolf Hitler höll i Tysklands riksdag i Berlin den 11 december 1941. Talet hölls fyra dagar efter den japanska attacken mot Pearl Harbor i USA, hade skrivits av honom själv och varade i 88 minuter. Talet inkluderade resonemang om orsakerna till krigets utbrott i september 1939, resonemang om krigets dramatiska utveckling så långt, de rysk-tyska relationerna, relationerna till Storbritannien samt Tysklands relation till USA. 

## Bakgrund
Relationen mellan USA och Tyskland hade stegvis försämrats under kriget, i synnerhet i takt med det ökade samarbetet mellan USA och Storbritannien. 
Den 7 december 1941 gjorde den Japanska krigsmakten en attack mot USA:s militärbas Pearl Harbor i Hawaii, vilket direkt ledde till krig mellan länderna. Japan hade inte informerat sin allierade Tyskland om attacken i förväg. Däremot hade den japanska ambassadören informerat den tyske utrikesministern, Joachim von Ribbentrop, att läget var ansträngt länderna emellan och att krig skulle kunna utbryta. 

### Fotnoter
1. ↑  ”Varför förklarade Hitler krig mot USA?”. Allt om historia. 8 april 2017. http://alltomhistoria.se/arkiv/fragor-svar-fc229b43-705c-434d-9010-6dd67fe78311/varfor-forklarade-hitler-krig-mot-usa. Läst 30 juli 2017.